# Anthony Havelock-Allan
Sir Anthony James Havelock-Allan (Darlington, 28 februari 1904 – Londen, 11 januari 2003) was een Brits filmproducent.

## Levensloop en carrière
Havelock-Allan werd in 1904 geboren in Darlington uit een gegoede familie. Hij studeerde aan de prestigieuze Charterhouse School in Godalming en in scholen in Zwitserland. In 1935 produceerde Havelock-Allen zijn eerste film. In 1942 richtte hij zijn eigen bedrijf op, genaamd Cineguild. In datzelfde jaar was hij meewerkend producent van de oorlogsfilm In Which We Serve. Voor Brief Encounter uit 1945 en Great Expectations (1946) was hij genomineerd voor een Academy Award for Best Writing. 
Havelock-Allen was van 1939 tot 1952 gehuwd met actrice Valerie Hobson en van 1979 tot aan zijn dood in 2003 met Sara Ruiz de Villafranca. Hij had de titel van baron. Hij was de vierde baron van het geslacht Havelock, gesticht door Henry Havelock. Hij was ruim 98 jaar oud bij zijn dood.